# عشاق و دیوانگان
عشاق و دیوانگان (ایتالیایی: Culastrisce nobile veneziano) یک فیلم کمدی ایتالیایی است که در سال ۱۹۷۶ میلادی منتشر شد.
از بازیگران آن می‌توان به مارچلو ماسترویانی، فلورا کارابلا، آلوارو مانکوری، آنا میزروکی و لینو توفولو اشاره کرد.